# Буркхард II (Цолерн-Хоенберг)
Буркхард II фон Цолерн-Хоенберг (на немски: Burkhard II von Zollern-Hohenberg; * ок. 1096; † 1150/1155) e граф на Цолерн-Хоенберг.
Той е вторият син на граф Фридрих I фон Цолерн († пр. 1125) и съпругата му Удилхилд фон Урах-Детинген († 1134), дъщеря на граф Егино II фон Урах († ок. 1105) и Кунигунда Швабска, дъщеря на император Рудолф I († 1080).
След смъртта на баща му през 1125 г. по-големият му брат Фридрих II († 1145) става граф на Цолерн.

## Фамилия
Буркхард се жени за Хелмбургис фон Шала-Бургхаузен († сл. 1155), дъщеря на Зигхард X фон Шала-Бургхаузен († 1142) и съпругата му София Австрийска († 1154), дъщеря на херцог Леополд II Красиви от Австрия (1056 – 1095) и Ита фон Рателберг († сл. 1101). Той основава линията Цолерн-Хоенберг, която измира през 1448 г. Те имат децата:
- Буркхард III († след 4 юли 1193), граф на Хоенберг, ∞ Кунигунда фон Грюнберг
- Фридрих († след 11 април 1195), граф на Хоенберг

Неговата праправнучка Гертруда фон Хоенберг (* 1225, † 16 февруари 1281) се омъжва през 1245 г. за граф Рудолф фон Хабсбург, който 1273 г. е избран за римско-немски крал. Като кралица тя взема името Анна фон Хабсбург.